# Shakey Ground
Shakey Ground is een single van de Amerikaanse soul- en R&B-groep The Temptations. Het nummer was voor The Temptations, op Glasshouse na, het laatste nummer van de groep dat de top 40 in de Verenigde Staten op de poplijst wist te bereiken. Op die lijst werd namelijk de #26 positie behaald. Daarnaast was het officieel het veertiende en laatste nummer van de groep dat de #1 positie op de R&B-lijst in diezelfde Verenigde Staten wist te veroveren.
Na de release van diens voorganger, Happy People, was Shakey Ground het tweede nummer sinds lange tijd van The Temptations dat noch geschreven noch geproduceerd werd door Norman Whitfield, die de vaste schrijver en producer van de groep voor jaren was geweest. Dit kwam doordat The Temptations genoeg van hem hadden. Ze vonden hem te egoïstisch worden, op de manier dat hij steeds meer instrumentale stukken in de nummers toepaste en steeds minder The Tempts, wat de bijnaam van de groep is, liet de zingen. Daarnaast bleef hij volgens de groep te veel nummer in de psychedelic soul stijl schrijven, wat tegen die tijd niet meer in was bij het Amerikaanse muziekpubliek. Hierom ontsloegen The Temptations Whitfield als de schrijver en producer van de groep. Als de laatstgenoemde rol werd hij vervangen door Jeffrey Bowen, die ook het album In a Mellow Mood uit 1967 voor de groep produceerde. Als reactie op zijn ontslag richtte Norman Whitfield in 1975 zijn eigen platenmaatschappij op, die hij de toepasselijke naam Whitfield Records gaf.
In tegenstelling tot eerdere singles werd de instrumentatie van Shakey Ground verzorgd door The Eddie Hazel Band. Eddie Hazel was zelf een van de schrijvers van het nummer in kwestie. Op de voorganger, Happy People, waren het The Commodores die de achtergrondmuziek speelden en bijna alle eerdere nummers de voormalige studioband van Motown, de platenmaatschappij waar The Temptations toen nog onder contract stonden, The Funk Brothers.
De B-kant van Shakey Ground is het nummer I'm a Bachelor. Net als de A-kant is dit nummer afkomstig van het album A Song for You. Het verschil tussen Shakey Ground en I'm a Bachelor is dat de eerstgenoemde een funknummer is, terwijl I'm a Bachelor echt een soulnummer is.

## Bezetting
- Lead: Dennis Edwards
- Achtergornd: Richard Street, Damon Harris, Otis Williams en Melvin Franklin
- Instrumentatie: The Eddie Hazel Band
- Schrijvers: Jeffrey Bowen, Eddie Hazel, A. Boyd
- Producer: Jeffrey Bowen